# Elsa Burckhardt-Blum
Elsa Burckhardt-Blum (* 27. November 1900 in Zürich; † 7. April 1974 in Küsnacht) war eine Schweizer Architektin, Malerin, Zeichnerin und Möbeldesignerin. Sie gehörte – neben Lux Guyer – zu den ersten freischaffenden Architektinnen der Schweiz.

## Leben

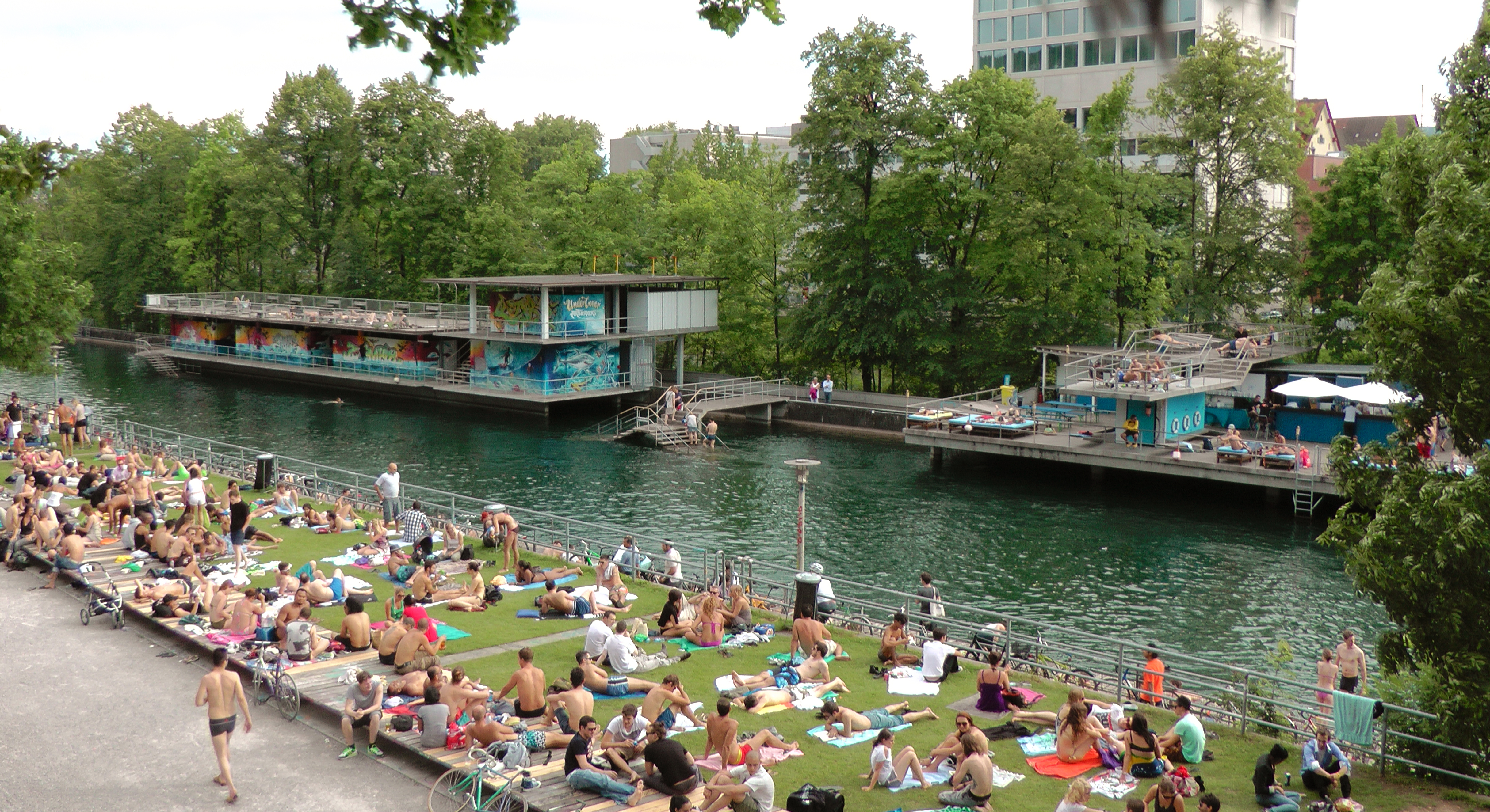
Flussbad Oberer Letten, Zürich

Elsa Blum wurde als Tochter des Emil Blum geboren, der Komponist Robert Blum war ihr Zwillingsbruder. 1914–1916 war sie Schülerin in der Kunstschule von Willy Hummel. 1920 erlangte sie die Hochschulreife (Matura). Zwischen 1921 und 1923 studierte sie Kunstgeschichte, das Studium schloss sie aber nicht ab. 1925 heiratete sie den Architekten Ernst Friedrich Burckhardt, zwei Jahre später wurde der Sohn Christof geboren. 1929–1932 arbeitete sie als Volontärin im Architekturbüro Steger und Egender und eignete sich dabei ihre Architekturkenntnisse an. Auch soll sie dort schon massgeblich an dem Entwurf für das Schulhaus in Zollikon (1932) beteiligt gewesen sein. Neben Lux Guyer gehörte sie ab 1932 zu den ersten selbständig arbeitenden Architektinnen in der Schweiz.
1934 zog sie mit ihrer Familie in das östlichste der selbst entworfenen Reihenhäuser in der Wohnkolonie Heslibach in Küsnacht ein. Dort wohnten sie bis zu ihrem Umzug in das neue Eigenheim auf dem angrenzenden Grundstück im Jahr 1938. In ihr ehemaliges Haus zog später die Bauhausmeisterin und Freundin der Familie, Gunta Stölzl, die dort bis zu ihrem Tod 1985 lebte. Ein weiterer Künstler in der Wohnkolonie Heslibach war Hans Fischer, der bis 1949 mit seiner Familie ebenfalls hier wohnte.
Ab 1935 nahm Elsa Burckhardt an Wettbewerbungen zur Möbelgestaltung teil, ab 1942 auch an Wettbewerben für Orts- und Regionalplanungen, ab 1944 zusammen mit ihrem Ehemann. Von 1948 bis zu seinem Tod 1958 arbeiteten sie in dem gemeinsamen Architekturbüro, ab 1954 auch zusammen mit Alois Müggler. Obwohl alle Projekte von beiden gemeinsam entworfen wurden, führen viele Entwürfe nur den Namen ihres Ehemannes. Viele Bestellungen stammten aus der Firma ihres Schwiegervaters.
Die Projekte ihres Gemeinschaftsbüros waren der Bau und Umbau von Privathäusern und Atelierwohnungen, die sie allein oder in Zusammenarbeit mit ihrem Ehemann betreute. Dabei spezialisierte sie sich auf den Bereich der Innenarchitektur und Innenausstattung. Ebenso interessierte sie sich für öffentliche Architektur sowie Stadt- und Landplanung, wie ihre Teilnahme an Wettbewerben in diesem Bereich zeigt.
Auf einer Englandreise 1958 geschah ein Autounfall, bei der ihr Ehemann getötet und sie selbst schwer verletzt wurde.
1959 durfte sie zusammen mit Annemarie Hubacher-Constam als erste Frau dem Bund Schweizer Architekten (BSA) beitreten. 1960 gründete sie ihr eigenes Architekturbüro Burckhardt & Perriard in Küsnacht, zusammen mit dem ehemaligen Mitarbeiter Louis Perriard. Einige Projekte für Privathäuser führte sie auch weiterhin unter eigenem Namen durch. Ab 1966 zog sie sich aus der Architektur zurück, um sich nur noch der Malerei und Grafik zu widmen.
Ihr Architekturstil wird beschrieben als „«betont das klare Volumen und die Öffnung des Hauses nach aussen. Charakteristisch sind weit vorkragende Vordächer und die Einbettung in die umliegende Topographie».“ Er zeugt von ihrem Engagement für die Moderne und innovative Konstruktionen.
Ab 1948 entstanden Zeichnungen (Bleistift und Farbstift), ab 1950 Gemälde in Tempera, und ab 1952 Gemälde in Öl. Auch Aquarelle und Linolschnitte von ihr sind bekannt. Sie arbeitete zuerst in surrealistischem Stil, später abstrakt mit geometrischen Formen, insbesondere Quadraten, die sie durch Farbschichtungen oder Schraffuren hervorhebt. Die Tat bezeichnete sie 1977 anlässlich einer Ausstellung mit Leo Leuppi als konstruktivistische Künstlerin.

## Ehrungen
1957 wurde sie zusammen mit ihrem Ehemann für die Gestaltung der Freibäder Oberer und Unterer Letten von der Stadt Zürich mit der «Auszeichnung für gute Bauten» geehrt.
Die Stadt Zürich und die Zürcher Kunstgesellschaft ehrten sie 1965 mit einer grossen Gesamtausstellung im Helmhaus.
Ab 2010 gab es Planungen einen Elsa-Burckhardt-Blum-Garten auf dem Gelände der ETH Zürich einzurichten, dieser wurde jedoch nicht realisiert.

## Projekte
- Wohnkolonie Heslibach, Küsnacht (1931–1951), mit Ernst Friedrich Burckhardt
- Atelierhaus für das Ehepaar Marga und Gotthard Schuh, Schlossbergstrasse, Zollikon (1933)
- Atelier- und Wohnhaus für Gotthard Schuh, Zürich (1937–1938)
- Pavillons für die Abteilung «Sport» der Schweizerischen Landesausstellung (1939)
- Villa für Hans Fischer[Anm. 5] (1949)
- Wochenendhaus für Walter Burckhardt,[Anm. 6] Bächau am Zürichsee (1951)
- Neubau Freibad Oberer Letten, Zürich (1952), mit Ernst Friedrich Burckhardt
- Erweiterung Freibad Unterer Letten (1953), mit Ernst Friedrich Burckhardt
- Drei Pavillons für die SAFFA II:[Anm. 7] «Haus der Kantone», Theater mit Foyergang und Restaurant (1958)[5]
- Wohnhaus für Familie des Sohnes Christof Burckhardt, in der Chemin de Vidollet-la-Forge, Troinex GE (1961)
- Wandbild im Singsaal des Bezirksschulhauses, Möhlin AG (1962)[6]
- Mosaik für das Schwimmbad der Bungertwies-Schule, Zürich (1974)[7]

## Ausstellungen
- Helmhaus, Zürich, 1954
- Baslerhalle der Schweizer Mustermesse, Basel, 1956
- Musée des beaux–arts, Neuchâtel, 1957
- Kunstmuseum Winterthur, 1958
- Kongresshalle, Berlin, 1958
- Galerie Suzanne Bollag, Zürich, 1959, 1962, 1964 (unter dem Pseudonym Cécile Hardt)[8], 1966, 1969, 1973, 1994[9]
- Metropolitan Art Gallery, Tokio, 1959
- Kunsthaus und Helmhaus, Zürich, 1963
- Galerie Seestrasse, Rapperswil, 1977, mit Leo Leuppi[10]